# پلاتینوم دونس
پلاتینوم دونس (انگلیسی: Platinum Dunes)کمپانی توزیع‌کننده فیلم که در سال ۲۰۰۱ توسط مایکل بی تأسیس گشت. این کمپانی بیشتر به ساخت فیلم ترسناک مشهور است.

## فیلم شناسی
| سال  | فیلم                                             | کارگردان            | توزیع کننده                       | بودجه       | فروش جهانی    | روتن تومیتوز |
| ---- | ------------------------------------------------ | ------------------- | --------------------------------- | ----------- | ------------- | ------------ |
| ۲۰۰۳ | کشتار با اره‌برقی در تگزاس (فیلم ۲۰۰۳)            | مارکوس نیسپل        | نیو لاین سینما                    | $۹٫۵ میلیون | $۱۰۷٫۱ میلیون | ۳۶٪          |
| ۲۰۰۵ | وحشت در آمیتی‌ویل (فیلم ۲۰۰۵)                     | Andrew Douglas      | مترو گلدوین مایر Dimension Films  | $۱۹ میلیون  | $۱۰۸ میلیون   | ۲۳٪          |
| ۲۰۰۶ | کشتار با اره‌برقی در تگزاس: سرآغاز                | جاناتان لیبسمن      | نیو لاین سینما                    | $۱۶ میلیون  | $۵۱٫۸ میلیون  | ۱۲٪          |
| ۲۰۰۷ | بین راهی                                         | دیو میرز (کارگردان) | Rogue Pictures                    | $۱۰ میلیون  | $۲۵٫۴ میلیون  | ۲۱٪          |
| ۲۰۰۹ | متولدنشده (فیلم)                                 | دیوید اس. گویر      | Rogue Pictures یونیورسال استودیوز | $۱۶ میلیون  | $۷۶٫۵ میلیون  | ۱۰٪          |
| ۲۰۰۹ | جمعه سیزدهم (فیلم ۲۰۰۹)                          | Marcus Nispel       | نیو لاین سینما                    | $۱۹ میلیون  | $۹۱٫۴ میلیون  | ۲۵٪          |
| ۲۰۰۹ | Horsemen                                         | یوناس اوکرلند       | لاینزگیت                          | $۲۰ میلیون  | $۲٫۴ میلیون   | ۳۳٪          |
| ۲۰۱۰ | کابوس در خیابان الم (فیلم ۲۰۱۰)                  | ساموئل بایر         | برادران وارنر نیو لاین سینما      | $۳۵ میلیون  | $۱۱۵٫۷ میلیون | ۱۵٪          |
| ۲۰۱۳ | پاکسازی (فیلم ۲۰۱۳)                              | جیمز دموناکو        | یونیورسال استودیوز                | $۳ میلیون   | $۸۹٫۳ میلیون  | ۳۷٪          |
| ۲۰۱۴ | پاکسازی: هرج و مرج                               | جیمز دموناکو        | یونیورسال استودیوز                | $۹ میلیون   | $۱۱۱٫۹ میلیون | ۵۶٪          |
| ۲۰۱۴ | لاک‌پشت‌های نینجای نوجوان جهش‌یافته (فیلم ۲۰۱۴)     | Jonathan Liebesman  | پارامونت پیکچرز                   | $۱۲۵ میلیون | $۴۹۳٫۳ میلیون | ۲۲٪          |
| ۲۰۱۴ | ویجا (فیلم ۲۰۱۴)                                 | Stiles White        | یونیورسال استودیوز                | $۵ میلیون   | $۱۰۳٫۶ میلیون | ۷٪           |
| ۲۰۱۵ | پروژه سالنامه                                    | Dean Israelite      | پارامونت پیکچرز                   | $۱۲ میلیون  | $۳۳٫۲ میلیون  | ۳۵٪          |
| ۲۰۱۶ | لاک‌پشت‌های نینجای نوجوان جهش‌یافته: خارج از سایه‌ها | Dave Green          | پارامونت پیکچرز                   | $۱۳۵ میلیون | $۲۴۵٫۶ میلیون | ۳۸٪          |
| ۲۰۱۶ | پاکسازی: سال انتخابات                            | James DeMonaco      | یونیورسال استودیوز                | $۱۰ میلیون  | $۱۱۸٫۶ میلیون | ۵۴٪          |
| ۲۰۱۶ | ویجا: خاستگاه شیطان                              | مایک فلناگان        | یونیورسال استودیوز                | $۹ میلیون   | $۸۱٫۷ میلیون  | ۸۳٪          |